# アストラハン・ハン国
- アストラハン・ハン国
- アストラハン・ハーン国

アストラハン・ハン国
タタール語: Әстерхан ханлыгы 
 ノガイ語: Хаҗитархан Ханлыгы

アストラハン・ハン国

アストラハン・ハン国（アストラハン・ハンこく、タタール語: Әстерхан ханлыгы、ノガイ語: Хаҗитархан Ханлыгы）は、15世紀から16世紀にかけてヴォルガ川下流域、カスピ海北岸にあったテュルク（タタール）系アストラハン・タタール人の国家。首都はアストラハン。

## 歴史
ヴォルガ川右岸は、中世からハッジ・タルカーン（Xacitarxan）またはアストラハン（Actarxan）と呼ばれていた。最古の記録は1333年である。13世紀から14世紀にはジョチ・ウルスの貿易と政治の中心地となった。
ジョチ・ウルスが弱体化した後、カザン・ハン国やクリミア・ハン国などとともに独立。カーシム・ハン（在位：1466年 - 1490年）によって1466年ごろに創始された。その後を継いだ弟アブドゥル・カリーム・ハン（在位：1490年 - 1504年）のときに大きく発展。水陸の交通、交易の要衝として繁栄したが、クリミア・ハン国など周辺の諸国家から絶えず襲撃を受けた。
1552年にカザン・ハン国を征服したロシアのイヴァン4世（雷帝）は、1554年、アストラハン・ハン国を従属国化する。君主デルヴィーシュ・ハンはクリミア・ハン国と共にこの一帯からのロシア人駆逐を図ったが、イヴァン4世は1556年軍隊を送りアストラハン・ハン国をロシアに併合した。デルヴィーシュ・ハンはアゾフの要塞に逃亡した。

## 歴代のハン
- カーシム・ハン1世（在位：1466年 - 1490年）　ジュチ・ウルスのマフムード・ハンの子
- アブドゥル・カリーム・ハン（在位：1495年 - 1515年）　カーシムの弟
- ジャーニー・ベク（在位：1515年 - 1521年、クリミアのハンとしての在位：1474年 - 1476年）　カーシムの子
- フサイン（在位：1521年 - 1527年）　ジュチ・ウルスのアフマド・ハン（マフムード・ハンの弟）の子
- シェイフ・アフマド（在位：1527年 - 1528年頃）
- カーシム・ハン2世（在位：? - 1532年）　アフマド・ハンの子サイイド・アフマド・ハンの子
- イスラーム1世ギレイ（ロシア語版）（在位：1531年 - 1532年、クリミアのハンとしての在位：1532年））　クリミアのメフメト1世ギレイ（英語版）の子
- アク・クベク（在位：1532年 - 1533年）　アフマド・ハンの子ムルタザー・ハンの子
- アブドゥル・ラフマーン（在位：1533年 - 1537年）　アブドゥル・カリームの子
- デルヴィーシュ（英語版）（在位：1537年 - 1539年）　アフマド・ハンの子シャイフ・アフマド・ハンの子シャイフ・ハイダルの子
- アブドゥル・ラフマーン（復位：1539年 - 1543年）
- アク・クベク（復位：1545年 - 1546年）
- ヤムグルチ（在位：1546年 - 1554年）　アク・クベクの弟ベルディベクの子
- デルヴィーシュ（復位：1554年 - 1556年）